# Willy Claes
Willem Werner Hubert (Willy) Claes (Hasselt, 24 november 1938) is een Belgisch voormalig politicus en internationaal ambtenaar. Hij was lid van de BSP, later SP. Hij is ook actief als pianist. In 1994 en 1995 was hij secretaris-generaal van de NAVO.

## Loopbaan in mutualiteiten en politiek
Claes was op zijn zeventiende al voorzitter van de Jonge Socialisten in Limburg. Via een lening van ziektekostenverzekeraar Socialistische Mutualiteiten (SM) studeerde hij diplomatieke en politieke wetenschappen aan de Vrije Universiteit van Brussel (VUB), waar hij in 1960 zijn licentiaatsdiploma behaalde. Tijdens zijn studies was hij lid van de Vlaamse Vereniging van Studenten. Daarna ging hij werken bij de SM. Hij werd adjunct-secretaris en nadien secretaris van De Voorzorg, de Limburgse afdeling van de SM en was tot 1986 nationaal ondervoorzitter en nadien van 1986 tot 1990 de laatste nationale voorzitter van de SM. Claes begon zijn politieke carrière in 1964 als gemeenteraadslid in Hasselt, een mandaat dat hij tot in 1994 uitoefende. In 1968 werd hij voor de toen nog unitaire BSP verkozen in de Kamer van volksvertegenwoordigers, als verkozene voor het arrondissement Hasselt. Hij bleef Kamerlid tot in 1994. Van 1975 tot 1977 was hij samen met André Cools co-voorzitter van de BSP.
Van 1972 tot 1973 was hij minister van Onderwijs in de regering-G. Eyskens V. Tussen 1973 en 1992 was hij driemaal minister van Economische Zaken, van 1973 tot 1974, van 1977 tot 1981 en van 1988 tot 1992. In de jaren 1970 raakte hij betrokken bij de Ibramco-affaire. Hij was de grote verdediger van dit project dat, met Iraanse steun, een olieraffinaderij zou bouwen op de grens van Limburg en Luik. De bestuurders waren louter socialisten. Het plan mislukte.
Van 1979 tot 1981 en van 1988 tot 1994 was hij ook vicepremier en een belangrijke onderhandelaar tijdens de gemeenschapsgesprekken in de jaren tachtig. In 1990 ondertekende en bekrachtigde hij samen met veertien andere regeringsleiders een van de liberaalste abortuswetgevingen ter wereld.
In de periode december 1971 tot oktober 1980 zetelde hij als gevolg van het toen bestaande dubbelmandaat ook in de Cultuurraad voor de Nederlandse Cultuurgemeenschap, die op 7 december 1971 werd geïnstalleerd. Vanaf 21 oktober 1980 tot oktober 1994 was hij lid van de Vlaamse Raad, de opvolger van de Cultuurraad en de voorloper van het huidige Vlaams Parlement.
In 1983 werd hij benoemd tot minister van staat, wat uitzonderlijk vroeg was (hij was toen 44 jaar oud).
Eind jaren tachtig kwam hij in opspraak inzake schandalen en onregelmatigheden rond de socialistische mutualiteiten. Hij was toen de vicevoorzitter van de Socialistische Mutualiteiten; Edmond Leburton, met wie hij ook al in de Ibramcoaffaire verzeild geraakt was, was voorzitter. Leburton werd vervolgd, maar Claes verklaarde zich parlementair onschendbaar en ontkende de beschuldigingen. Ook tijdens de UNIOP-affaire maakte Claes hier gebruik van. Hij was een van de politici die via de UNIOP-onderzoeken nepstudies lieten verrichten en zo geld ophaalden voor hun dure verkiezingscampagnes.
In het buitenland kreeg hij vanaf 1992 bekendheid toen hij van 1992 tot 1994 minister van Buitenlandse Zaken was in de regering-Dehaene I. Als minister ijverde hij voor de terugtrekking van de Belgische blauwhelmen tijdens de Rwandese Genocide en daarna voor alle blauwhelmen van de VN, terwijl de reeds geplande genocide verder werd uitgevoerd.
Bij de lokale verkiezingen van oktober 2024 was Claes op zijn 85ste kandidaat voor de Hasseltse gemeenteraad. Hij werd verkozen en kreeg in het nieuwe bestuur de rol van voorzitter van de gemeenteraad, een functie die hij sinds januari 2025 bekleedt.

## NAVO en Agusta
In september 1994 verliet Claes de nationale politiek om secretaris-generaal van de NAVO te worden.
De Vlaamse politicus bleef echter niet lang bij de NAVO. Hij werd achtervolgd door beschuldigingen in de Agustasmeergeldaffaire (samen met Guy Coëme en Guy Spitaels). Bepaalde Belgische socialistische politici hadden toen steekpenningen aangenomen van Agusta en Dassault (periode 1988 en 1989).
Hoewel Claes zijn betrokkenheid ontkende, trad hij op 20 oktober 1995 onder grote druk af als NAVO-topman. Op 23 december 1998 bevestigde het Hof van Cassatie het arrest in beroep dat hem veroordeelde tot drie jaar voorwaardelijke gevangenisstraf, ontheffing voor vijf jaar uit zijn burgerrechten en een geldboete van 60.000 frank (€ 1500). Hij ging ook nog in beroep tot bij het Europees Hof, maar kreeg daar geen gelijk.

## Mandaten
Op 24 december 2003 werd Claes in zijn burgerrechten hersteld; vanaf de daaropvolgende verkiezingen was hij weer stemgerechtigd en verkiesbaar. Hij keerde echter niet meer terug naar de actieve politiek. Wel vervulde hij sindsdien talrijke bestuursmandaten in socialistisch gelieerde of openbare instellingen.
In 1997 werd hij in opvolging van Herman Dessers voorzitter van de Dienst voor de Scheepvaart. Paul Kumpen volgde hem in 1999 vanwege zijn veroordeling in de Agusta-affaire op, maar in 2006 werd Claes voor een tweede maal voorzitter van de dienst, nu nv De Scheepvaart geheten. In 2010 werd de tweede aanleghaven van Hasselt naar Willy Claes vernoemd. In januari 2015 werd hij door Frieda Brepoels opgevolgd. Claes bleef nadien nog tot in 2020 in de raad van bestuur van de nv De Scheepvaart en opvolger De Vlaamse Waterweg zetelen. Sinds 2025 zetelt hij opnieuw in het bestuur van De Vlaamse Waterweg.
Claes had ook mandaten bij de Limburgse distributienetbeheerder voor aardgas en elektriciteit Inter-Energa (het voormalige Interelectra) en de Vlaamse Opera.
Vanaf februari 2007 zetelde hij als onafhankelijk bestuurder in de raad van bestuur van warenhuisketen Carrefour Belgium, wat hem het misprijzen van enkele vakbondsmilitanten opleverde toen het bedrijf kort daarna zware saneringen aankondigde.
Claes volgde in 2004 Eddy Baldewijns op als voorzitter van de Associatie Universiteit-Hogescholen Limburg, een associatie rond de Universiteit Hasselt. In januari 2022 volgde Hendrik Verbrugge hem op. Van 2011 tot 2022 was hij tevens voorzitter van de Vlaamse Universiteiten en Hogescholen Raad (VLUHR), de koepelorganisatie van het hoger onderwijs.
Op 26 maart 2024 werd hij (op 85-jarige leeftijd) bestuurder van de gemeentelijke groenestroomproducent Aspiravi en energiebedrijf Teamwise.

## Privéleven
Willy Claes heeft twee kinderen uit zijn eerste huwelijk, waaronder de sp.a-politica en voormalig burgemeester van Hasselt, Hilde Claes. In december 2005 werd bekend dat hij na 42 jaar huwelijk van zijn vrouw ging scheiden omdat hij een nieuwe relatie was begonnen. In december 2006 kondigde aan dat hij voor een tweede maal ging trouwen.
Sinds zijn afscheid van de actieve partijpolitiek houdt hij zich bezig met zijn kleinkinderen en zijn muziek; zo gaf hij geregeld pianobegeleiding bij de optredens van de Vlaamse operazanger Koen Crucke.
Ook is Claes actief in de vrijmetselarij.

## Publicaties
- De derde weg: beschouwingen over de wereldcrisis, Antwerpen, 1987
- Dossier sociaal-ekonomische resultaten Martens VI: cijfers zonder hart (samen met K. Van Miert, Fr. Willockx), Brussel
- Elementen voor een nieuw energiebeleid, Internationale Conferentie van de Voorzitters der Socialistische Partijen, Brussel, 1980
- L'Europe, Charleroi, 1992
- De Europese petroleummarkt, Brussel, 1989
- De Europese uitdaging, Brussel, 1989
- De inlichtingendiensten in België en de nieuwe bedreigingen - Les services de renseignements en Belgique et les nouvelles menaces, samen met Simon Petermann, Simon, Brussel, 2005
- Onze planeet, één wereld: boodschappen voor de 21ste eeuw, Antwerpen, 1998
- De relatie Verenigde Staten, Japan en de Europese Gemeenschap in de jaren 90, Gent, 1990
- Tussen droom en werkelijkheid: bouwstenen voor een ander Europa, Antwerpen, 1979
- Waarom socialist?, Brussel, 1976

## In populaire cultuur
- Politieke cartoons drijven vaak de spot met zijn grote oren.
- Hij en Mark Eyskens worden bekritiseerd in het lied "Japanneezaffaire" door De Strangers.
- In 1983 werd hij door Guido van Meir en Jan Bosschaert geparodieerd in de satirische strip Pest in 't Paleis. Hij werd er samen met Karel Van Miert voorgesteld als de "graven Egmiert en Oren" (een parodie op de graven Egmont en Horne).
- In het Neroalbum Het Spook uit de Zandstraat (1995) is hij in strook 85 op een Gezocht-affiche te zien in een politiebureau, samen met Herman De Croo.
- Claes was voorzitter van het Brussels Studentengenootschap "Geen Taal Geen Vrijheid" in het jaar 1959-1960.
- In aflevering 9 Houd de Dief van seizoen 6 van F.C. De Kampioenen[21] draagt de dief in de slotscène een carnavalsmasker dat de typische gezichtstrekken van Willy Claes heeft: een lange neus, een klassiek brilmontuur en zwart, platgestreken haar.
- Op radiozender Q-Music is zijn stem meermaals te horen op het (fictieve) antwoordapparaat tijdens het einde van de uitzending van Wim Oosterlynck Showtime ("Dag Wim, met Willy Claes hier, ik zal eens iets laten horen.")